# Robert Edmond Grant
Pour les articles homonymes, voir Robert Grant et Grant.
Robert Edmond Grant est un zoologiste britannique, né en 1793 et mort en 1874.

## Biographie

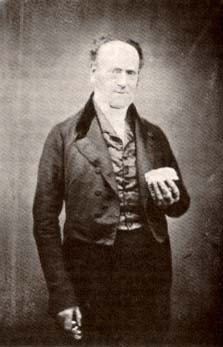
Robert Edmond Grant

Grant est l’un des professeurs-fondateurs de l’université de Londres et occupe, de 1827 à 1874, les chaires combinées de zoologie et d’anatomie comparée de 1827 à 1874. Il occupe de plus la chaire fullerienne de physiologie de 1837 à 1840 et la chaire de conférencier Swiney au British Museum de 1853 à 1857.
Son œuvre zoologique principale est consacrée aux éponges. Outre la petite douzaine de genres et d’espèces qu’il décrit, il met en évidence le rôle des pores pour faire entrer et sortir l’eau. Il approfondit les recherches de Jean-Baptiste de Lamarck (1744-1829) et de Jean Vincent Félix Lamouroux (1779-1825) sur les zoophytes coloniaux. Il est un fervent partisan des thèses transformistes de Lamarck ainsi que de ses travaux zoologiques.
Grant exerce une grande influence sur l’enseignement de l’anatomie comparée en Grande-Bretagne et sur ses élèves dont William Benjamin Carpenter (1813-1885), William Farr (1807-1883), George Newport (1803-1854), Thomas Laycock (1812-1876), Sir William Henry Flower (1831-1899), Henry Charlton Bastian (1837-1915) et Edwin Lankester (1814-1874). Il influence profondément le jeune Charles Darwin (1809-1882) lors de sa deuxième année que celui-ci passe à l’université d'Édimbourg.
Robert Edmond Grant est devenu membre de la Royal Society le 4 février 1836.

## Source
- Adrian Desmond et Sarah E. Parker (2006). The Bibliography of Robert Edmond Grant (1793-1874) : illustrated with a previosly un published photograph, Archives of natural history, 33 (2) : 202-213. Cet article donne la liste des œuvres de R.E. Grant.